# نتالي لوازو
نتالي لوازو (بالفرنسية: Nathalie Loiseau)‏ (ولدت: 1 يونيو / حُزيران 1964 في نويي سور سين) سياسية فرنسية.

## الحياة السياسية المبكرة
عملت دبلوماسية لمدة ستة وعشرين عامًا في وزارة الخارجية الفرنسية. على وجه الخصوص ، خلال حرب العراق عام 2003 ، كانت المتحدثة باسم السفارة الفرنسية في الولايات المتحدة، حيث أدارت التوترات الناجمة عن رفض فرنسا الارتباط بالقوات الأمريكية. في عام 2011 ، تم تعيينها مديرة تنفيذية لإدارة وزارة الخارجية الفرنسية.
أخذت اتجاه المدرسة الوطنية للإدارة في عام 2012 ، والتي لم تخرج منها.
من عام 2017 إلى عام 2019 ، شغلت منصب وزيرة الشؤون الأوروبية في حكومة إدوار فيليب الثانية. تركت الحكومة لقيادة قائمة الجمهورية في مسيرة الانتخابات الأوروبية عام 2019.

## الحياة الخاصة
تزوجت ناتالي دوكولومبير منذ 24 يوليو 1992 من برتراند لوازو، نائب المدير التنفيذي للابتكار في الوكالة الفرنسية للتنمية. ناتالي لويسو ، كاثوليكية مُمارِسة لدينها، هي أم لأربعة أطفال : الثلاثة الأولون بينهم توائم مولودون في السنغال والأخير في الولايات المتحدة.